# Giulio Ricordi
Giulio Ricordi (Milano, 19 dicembre 1840 – Milano, 6 giugno 1912) è stato un editore musicale italiano.

## Biografia

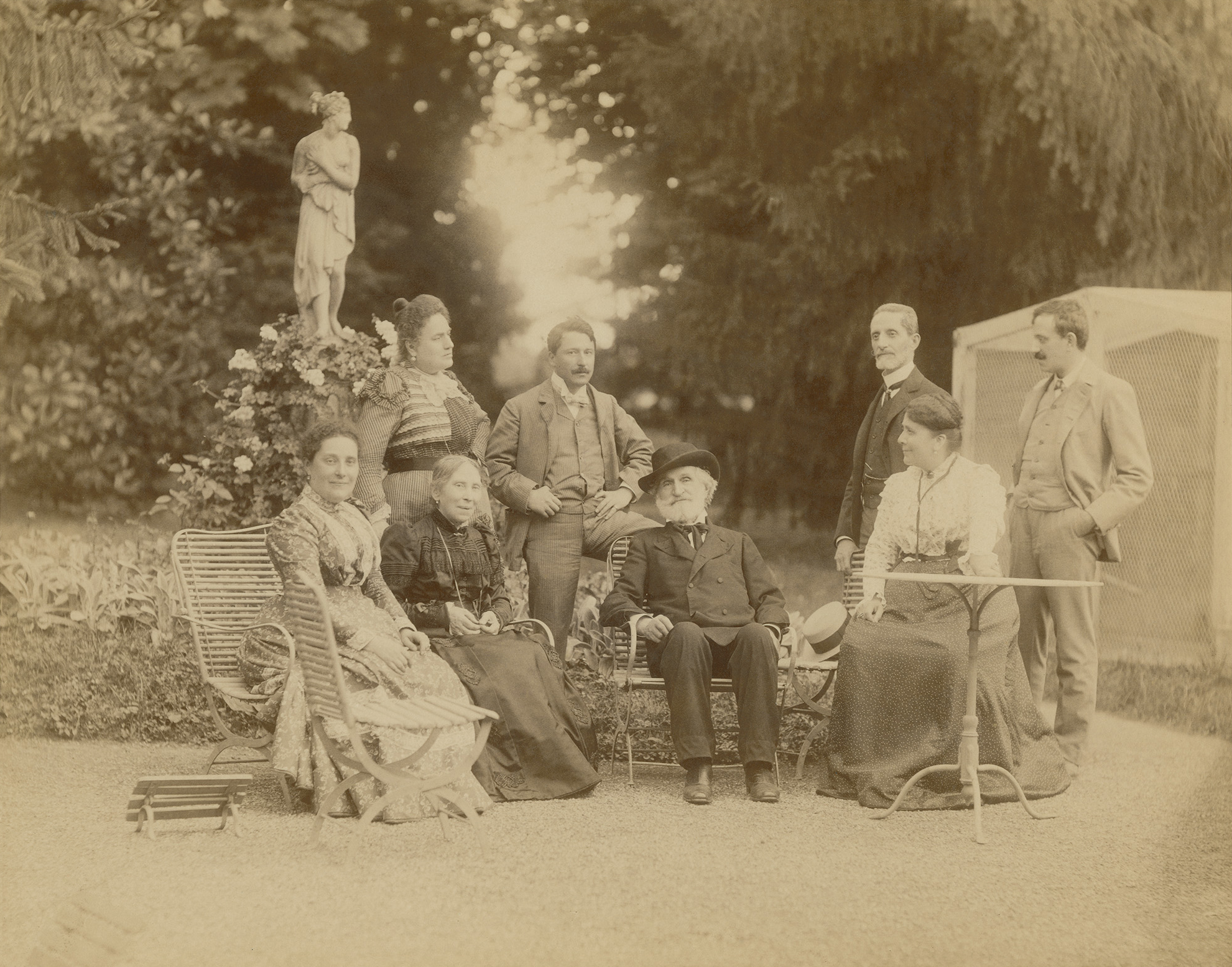
Giulio Ricordi (il penultimo in piedi a destra) nel 1900 con (da sinistra) Maria Carrara Verdi, Barberina Strepponi, Giuseppe Verdi, Giuditta Ricordi, Teresa Stolz, Umberto Campanari e Leopoldo Metlicovitz

Nato a Milano il 19 dicembre 1840, Giulio era figlio dell'editore milanese Tito I Ricordi. Con lo scoppio della seconda guerra d'indipendenza italiana, nel 1859 decise di arruolarsi come volontario e nel 1860 era già giovane ufficiale dei bersaglieri. Appassionato di musica sin da piccolo, si dedicava nel privato anche alla composizione di piccoli pezzi con lo pseudonimo di Jules Burgmein e fu durante questo periodo militare che, su testo del poeta Giuseppe Regaldi compose un Inno nazionale dedicato a Vittorio Emanuele II ma presentato come primo inno ufficiale dei bersaglieri. Prese parte alla battaglia di Castelfidardo ed all'assedio di Gaeta (1860). Dopo la seconda medaglia al valor militare ricevuta sul campo, venne promosso tenente e posto nello stato maggiore agli ordini del generale Enrico Cialdini. Durante questo periodo compose La Battaglia di San Martino per pianoforte in commemorazione del decisivo scontro austro-sardo. Venne costretto ad abbandonare l'esercito nel 1863, quando il padre gli chiese di aiutarlo nella direzione dell'azienda di famiglia.
Alla morte del padre nel 1888 prese le redini della casa editrice di famiglia che mantenne sino al 1912. Con lui Casa Ricordi raggiunse l'apice della fortuna e della fama. Nei primi anni del Novecento aprì diverse succursali della casa editrice, allargandone in questo modo il raggio di azione.
Giulio contribuì grandemente al prestigio culturale di Casa Ricordi anche attraverso i periodici musicali La Gazzetta Musicale di Milano, Musica e Musicisti e Ars et Labor, nonché ad una serie di iniziative editoriali che ebbero grande impatto sulla cultura musicale italiana a cavallo tra Ottocento e Novecento, quali La biblioteca del pianista, L'Opera Omnia di Fryderyk Chopin (a cura di Beniamino Cesi), L'arte musicale in Italia (a cura di Luigi Torchi), la pubblicazione delle Sonate di Domenico Scarlatti (a cura di Alessandro Longo).

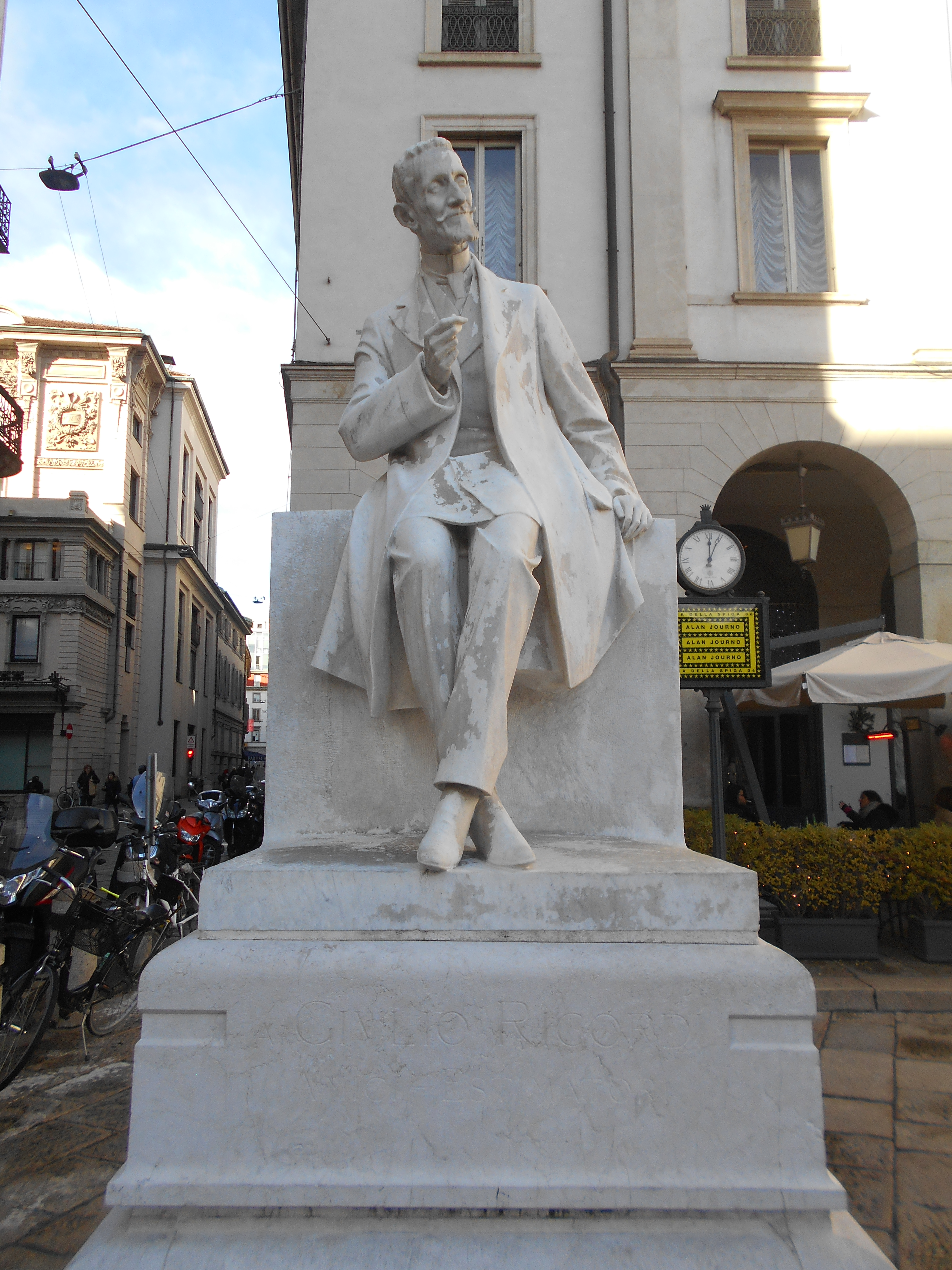
Monumento a Giulio Ricordi di Luigi Secchi a Milano

Ma Giulio Ricordi è passato alla storia soprattutto per essere stato l'editore di Giuseppe Verdi, di Amilcare Ponchielli e di alcuni compositori della Giovane Scuola, tra cui Giacomo Puccini, al quale fu particolarmente legato, Alfredo Catalani e Umberto Giordano. Fece pubblicare anche le opere del giovane Lorenzo Perosi.
Il 12 febbraio 1882 fu nominato commendatore dell'Ordine della Corona d'Italia da Umberto I, re d'Italia.
Giulio Ricordi morì nel 1912, a lui successe il figlio Tito II (avuto dalla moglie Giuditta Ricordi, sorella di Anna Brivio Erba) nella direzione di Casa Ricordi.
Una statua di Giulio Ricordi è stata sistemata in Largo Ghiringhelli a Milano, davanti al Casino Ricordi, il 25 novembre 2016. La scultura è opera di Luigi Secchi e fu commissionata da amici e dipendenti di Casa Ricordi nel 1922.

## Composizioni (parziale)

### Opere liriche

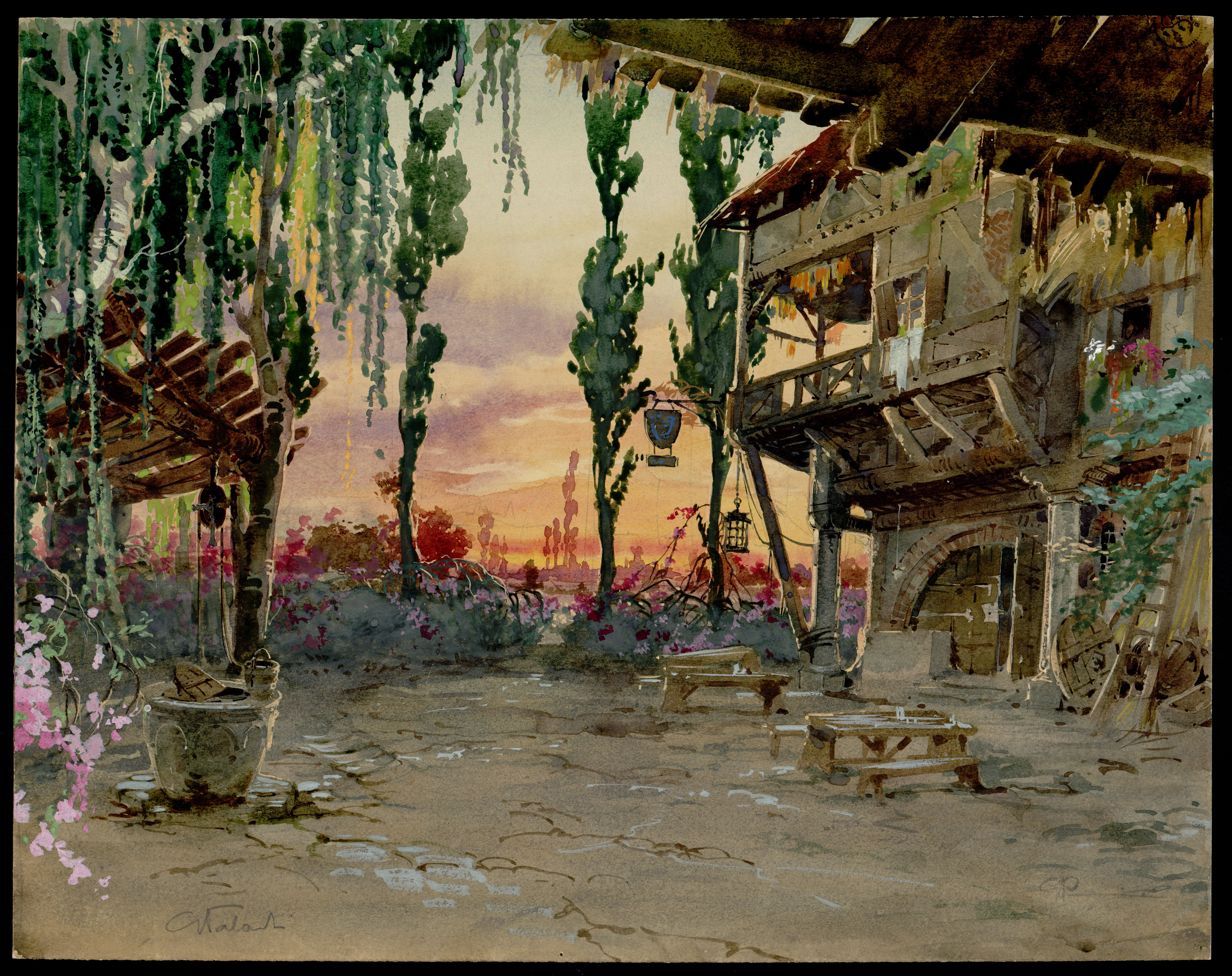
Bozzetto di scena per La secchia rapita del 1910

- La principessa invisibile, fiaba umoristica, libretto di Antonio Scalvini, composta sotto lo pseudonimo di M. Iremonger (1869 Teatro Re con Domenico Donzelli)
- La secchia rapita, su libretto di Renato Simoni dal poema eroicomico di Alessandro Tassoni (Torino, 1910)
- Tapis d'orient, operetta in 3 atti su libretto di Maurice Vaucaire (1912)

### Per orchestra
- Le Livre des Serenades
- Nymphes dans le bois (notturno)
- Pulcinella innamorato, dal poemetto eroicomico di Roberto Bracco
- Fantaisie Hongroise
- Le Livre des Histoires: Histoire d'un soldat

### Per pianoforte
- Le Bal de la poupee (8 piccole danze per pianoforte a 2 o 4 mani)
  - La Valse de Mademoiselle Lili
  - La Polka de la poupee
  - Le Quadrille des Bebes Incassables
  - La Mazurka de Monsieur Loulou
  - Les Lanciers de Mademoiselle Ninette
  - Sir Roger de Coverley
  - Galop abracadabrant
  - Bonne nuit poupee! (petite berceuse)
- Babau! (galop-surprise)
- Berceuse de Noel (pagina d'album)
- Bicicletta (galop caratteristico - anche per altri organici)
- Carnaval Venitien (piccola suite per pianoforte a 4 mani - anche in versione per piccola orchestra)
- Mon carnet de jeunesse (5 pezzi)
- Fantaisie Hongroise (morceau de Concert)
- Esquisses au Crayon (tre pezzi facili)
- Studio melodico n. 4 in forma di tarantella (op. 57)
- La Regina dei fiori, capriccio fantastico (op. 58)
- Dolori e gioje! (studio melodico n. 5 - op. 59)
- Canto del cuore (op. 60)
- Valzer popolari milanesi (op. 62)
- La Battaglia di S. Martino (op. 65)
- Polka (op. 75)

### Da camera
- Berebe! (polka)

### Per voce e pianoforte
- Dos Melodias moriscas
- Il Natale (testi di Ferdinando Fontana - per coro e pianoforte)

### Discografia
- Giulio Ricordi - Opere per pianoforte. Roberto Piana, pianoforte. Tactus TC 841801